# HD61874
HD61874 — хімічно пекулярна зоря спектрального класу A5, що має видиму зоряну величину в смузі V приблизно  7,8.
Вона  розташована на відстані близько 328,1 світлових років від Сонця.